# Annie Dale Biddle Andrews
Annie Dale Biddle Andrews (Hanford, Califórnia, 13 de dezembro de 1885 — 14 de abril de 1940) foi uma matemática norte-americana.
Filha de A. A. Biddle e Samuel E. Biddle, foi a primeira mulher a obter um Ph.D. em matemática na Universidade da Califórnia em Berkeley.
Em 1911 escreveu uma tese, Constructive theory of the unicursal plane quartic by synthetic methods; a tese foi publicada pela universidade em 1912. Tornou-se uma mestre de matemática na Universidade de Washington em 1912. Trabalhou como mestre de matemática nessa universidade entre os anos de 1915 e 1932 e publicou um ensaio no Jornal da Sociedade Americana de Matemática em 1933.